# Hiroshi Fukutomi
Hiroshi Fukutomi,  (福冨 博?, Fukutomi Hiroshi)) (Kōchi, 25 luglio 1950), è un regista giapponese di anime.

## Anime
- Doraemon nel paese preistorico (1980)
- Carletto il principe dei mostri (1980-1982)
- Nekojiru Gekijō (1998)
- Dream Team (2006)
- Hello, Hiroshi and Utako (spin-off di Carletto il principe dei mostri) (previsto per il 2011)